# Daila Dameno
Daila Dameno (Magenta, 18 giugno 1968) è un'arciera, ex sciatrice alpina ed ex nuotatrice italiana paralimpica, che ha rappresentato l'Italia nel nuoto paralimpico, nello sci alpino paralimpico e nel tiro con l'arco, ottenendo una medaglia d'argento e due medaglie di bronzo tra il 2006 ed il 2024.

## Biografia
È rimasta paraplegica in seguito ad un incidente stradale. Diplomata in Dirigente di comunità e grafica pubblicitaria risiede a Gambolò in provincia di Pavia. 

## Carriera

### Nuoto
Dameno ha rappresentato l'Italia nelle gare di nuoto paralimpico alle Paralimpiadi estive di Atene 2004, classificandosi all'ottavo posto nei 200 m stile libero S5 e al settimo posto nei 50 metri stile libero e farfalla 50 m S5.

### Sci alpino
Ha gareggiato anche nello sci alpino, a Torino 2006, dove nella gara di slalom speciale ha realizzato un tempo di 1'49"53, conquistando la medaglia d'argento alle spalle della statunitense Stephani Victor davanti alle giapponese Tatsuko Aoki.
Sempre nella rassegna olimpica casalinga è arrivata terza nella gara di slalom gigante con il crono di 2'08"08, dietro a Kuniko Obinata in 2'05"03 e Laurie Stephens in 2'05"11.

### Tiro con l'arco
Dal 2022 ha iniziato a tirare con l'arco compound, raggiungendo in poco tempo ottimi risultati a livello nazionale e internazionale.
Ha esordito nel suo primo campionato italiano a Lanciano nel 2022, arrivando al secondo posto sia nelle qualificazioni sia nello scontro con Asia Pellizzari nella categoria W1. Ai campionati italiani indoor invece è arrivata la medaglia d'argento nella qualificazione e il titolo di campionessa italiana indoor.
A luglio 2023 viene convocata in nazionale per il mondiale di Plzeň, dove conquista la medaglia d'argento in coppia con Asia Pellizzari, battute solo dalla coppia cinese che ha stabilito il nuovo record mondiale nella categoria Double W1.
Nel gennaio 2024 ai campionati nazionali indoor di Novara ha vinto l'oro nelle qualificazioni e l'argento nella finale con la sua eterna compagna-rivale Asia Pellizzari. Alle Paralimpiadi estive di Parigi 2024, vent'anni dopo la sua prima partecipazione, ha vinto la medaglia di bronzo nell'arco composto insieme a Paolo Tonon.

## Palmarès

### Sci alpino

#### Paralimpiadi
- 2 medaglie:
  - 1 argento (slalom speciale seduti a Torino 2006)
  - 1 bronzo (slalom gigante seduti a Torino 2006)

### Tiro con l'arco

#### Paralimpiadi
- - 1 bronzo (doppio misto arco composto classe W1 a Parigi 2024)